# Dãy núi Vân Lĩnh
Dãy núi Vân Lĩnh (Tiếng Hán: t 雲嶺, s 云岭, p Yúnlǐng, lit. "Đỉnh núi u tối") là một dãy núi có hướng Bắc nam nằm ở tỉnh Vân Nam, Trung Quốc. Dãy núi được coi là nguồn gốc tên của tỉnh Vân Nam.
Khu bảo tồn thiên nhiên núi Vân Lĩnh nằm ở Lan Bình, thuộc Châu tự trị Nộ Giang là một phần của Khu bảo tồn Tam Giang Tịnh Lưu  được UNESCO công nhận là Di sản thế giới vào năm 2007. Đây là môi trường sống quan trọng của loài Voọc mũi hếch đen đang đứng bên bờ vực của sự tuyệt chủng.